# نوا هلدینگ
نوا هلدینگ (انگلیسی: Novo Holdings) شرکت سرمایه‌گذاری دانمارکی است، که در سال ۱۹۹۹ تأسیس شد.